# マンヴュー

コミューンの紋章。赤地に貝殻が6つ描かれており、その上には青地に金の豹が模られている

マンヴュー（仏: Manvieux）は、フランスのノルマンディー地域圏、カルヴァドス県に属するコミューン。

## 地理
カーンから北西に28km、バイユーから北に8kmほど行った県北部に位置する。ドーバー海峡に面し、海岸のすぐそばまで耕地が迫っている。幹線道路のD514が中心部を走っており、この道を通じ東でトラシー＝シュル＝メール、西でフォントナイユと隣り合う。

## 行政
- 首長：ジョゼフ・コネザ（Joseph Conesa、無所属、2001年3月から） 産業界幹部
- 前首長：ジョゼフ・コスティ（Joseph Costy）

## 人口の推移[2]
| 1962年 | 1968年 | 1975年 | 1982年 | 1990年 | 1999年 | 2007年 |
| ------ | ------ | ------ | ------ | ------ | ------ | ------ |
| 78     | 79     | 61     | 53     | 82     | 107    | 113    |

## 観光スポット
- 18世紀前半に築かれたマンヴュー城
- 12世紀に建てられた教会
- 12世紀に建てられた聖レミ教区教会